# Heľpianske podolie
Heľpianske podolie (česky Helpské podolí) je podcelek geomorfologického celku Horehronské podolí, zaujímá jeho východní část. Táhne se od obce Bacúch po Telgárt. Podolí vytváří rozšířené údolí horního toku Hronu ohraničenou na severu Nízkými Tatrami a na jihu Spišsko-gemerským krasem a Veporskými vrchy.

## Přírodní poměry
Z geomorfologických útvarů jsou pozoruhodné zejména meandry Hronu, jeskyně Šumiackého krasu (jeskyně v Dudlavé skále s nálezem čtvrtohorních zkamenělin měkkýšů, Márnikova jeskyně), dále jeskyně u obce Závadka nad Hronom a vřesoviště u Pohorelé (rašeliništní společenstva). Vyvěrají tu minerální prameny, v Pohorelé Pohorelský medokýš a v Bacúchu pramen Boženy Němcové.

## Obce
V Heľpianském podolí leží 8 obcí, koncentrovaných okolo silnice I/66. Jsou to tyto obce:
- Bacúch
- Polomka
- Závadka nad Hronom
- Heľpa
- Pohorelá
  - osada Pohorelská Maša
- Vaľkovňa
- Šumiac
  - osada Červená Skala
- Telgárt